# PalaRavizza
Il palazzo dello sport "Giuliano Ravizza", noto come PalaRavizza o PalaTreves, è un palazzetto dello sport della città di Pavia. Costruito all'inizio degli anni ottanta su progetto dell'architetto Giancarlo Carena e inaugurato nel 1984, per la stagione sportiva di basket 1984/1985, fu intitolato nel 1992 allo stilista ed imprenditore pavese Giuliano Ravizza, morto nello stesso anno.
Attualmente ospita le partite interne del Pavia Calcio a 5 (futsal, serie C/1), della Pallacanestro Pavia 1933 (pallacanestro, serie B2), della Sanmaurense Pavia (pallacanestro, serie C), della Universo in Volley (pallavolo femminile, serie B/1) e del Volley 2001 Garlasco (pallavolo maschile, serie A/3). 

## Eventi
Nel 2001 ha ospitato le final four della Coppa Italia di serie B FIP.
Nel 2010 ha ospitato la Supercoppa italiana di pallavolo femminile.
Nel 2018 ha ospitato una gara valida della Nazionale Femminile di Pallacanestro per le qualificazioni europee 2019 (Italia - Macedonia 93-33).